# Eduard von Gemmingen
Eduard von Gemmingen (* 1807; † 14. Mai 1884 in Damm) war Grundherr auf den Gemmingen-Steineggschen Stammgütern bei Pforzheim, hat diese Güter aber 1840 gemeinsam mit seinen Brüdern verkauft und Adelsgüter in Unterfranken erworben.

## Leben
Er war ein Sohn des Steinegger Schlossherrn Julius von Gemmingen-Steinegg (1774–1842) und der Anna Maria (Marianne) von Gemmingen (1781–1858), einer Tochter des Steinegger Grundherrn und Ritterrats Franz von Gemmingen (1746–1797). Die Eltern waren lediglich über gemeinsame Vorfahren aus dem 16. Jahrhundert verwandt, unter denen sich die Linie Steinegg der Freiherren von Gemmingen in zwei Äste geteilt hatte. Ritterrat Franz war der letzte männliche Nachkomme des Astes Steinegg gewesen, seine zwei Töchter verheirateten sich mit Brüdern aus dem Ast Mühlhausen, wodurch Eduards Vater Julius nach dem kinderlosen Tod seines Bruders erstmals den gesamten umfangreichen Besitz der Linie Steinegg auf sich vereinte, während gleichzeitig durch die Mediatisierung der reichsritterschaftlichen Gebiete viele adlige Rechte verloren gingen. Eduard wurde 1807 als dritter von vier Söhnen geboren. Er studierte Rechtswissenschaften in Heidelberg, wo er sich bei einem Sturz von der Ruine des Heidelberger Schlosses schwere Verletzungen zuzog. Seine Eltern traten 1823 vom Katholizismus zur evangelischen Kirche über, Eduard blieb als Einziger der Familie katholisch. Nachdem er 1831 die Staatsprüfung abgelegt hatte, übernahm er 1836 mit seinen Brüdern Gustav und Joseph die Verwaltung des bei Pforzheim gelegenen angestammten Familienbesitzes. Nach der Zehntablösung in Baden um 1840 sahen die Brüder keine Zukunft mehr in ihren Stammgütern und haben den Familienbesitz verkauft, um sich andernorts neue Güter erwerben zu können. Joseph (1804–1873) erwarb Besitz in Gernsbach, Gustav (1808–1895) in Unterbessenbach. Eduard erwarb 1844 das Gut Maisenhausen in Unterfranken und später das Gut Damm bei Aschaffenburg. 1852 heiratete er Maria von Kleudgen (1809–1874), die Ehe blieb kinderlos. Er hat u. a. in der Familiengeschichte der Freiherren von Gemmingen geforscht und 1840 in der Kirche von Unteröwisheim den Grabstein einer 1359 verstorbenen Guta von Gemmingen entdeckt, die man damals nicht im Stammbaum der Familie einordnen konnte. Er starb nach langer Krankheit 1884 in Damm.